# Лопатовиднозъб кит
Лопатовиднозъб кит още клюномуцунест кит на Бахамонде (Mesoplodon traversii) е вид бозайник от семейство Hyperoodontidae.

## Разпространение
Този вид е разпространен в Нова Зеландия (Северен остров и Чатъм) и Чили (Хуан Фернандес).